# ماهی مرکب
ماهی مرکب یا سَرپاوَر یا نُقْلییا اِنکاس، برخلاف اسم آن ماهی نبوده، بلکه یکی از بی‌مهرگان است.
ماهی مرکب  از راسته هشت پایان و تیره سرپایان با نام علمی Sepia pharaonis دارای ده عدد پا (هشت عدد کوتاه و ۲ عدد بلند) یک جفت چشم، یک دهان با دو دندان غیرفکی، بدن کیسه مانند به شکل اتو می‌باشد که در قسمت پشتی این ماهی استخوان کف دریا (Cuttle Bone)  قرار دارد که استخوانی بیضوی شکل و اسفنجی فرم است؛ که علاوه بر تثبیت شکل جانور باعث محافظت از ارگان‌ها و احشاء داخلی می‌شود.
این ماهی در زمان احساس خطر ماده‌ای چون مرکب مشکی را در آب پخش می‌کند. سرپاوران (Teuthida) در کل گروه بزرگی از جانوران دریایی از ردهٔ سرپایان در زیرردهٔ نیام‌داران (Coleoidea) هستند.
ویژگی سرپاورها سر ایشان است که به صورت دوشاخه‌ای قرینه است. آن‌ها نرم تنانی از خانواده اختاپوسها هستند، که هنگام روز در اعماق آب به سر برده و شب هنگام، برای تغذیه به سطح آب می‌آیند. سرپاورها با استفاده از ۱۰ بازوی خود، ماهیها را به درون دهان منقار مانند خود می‌کشند. طول انواع غول پیکر آن‌ها به ۱۳ متر می‌رسد. این جانور با کمک میلیون‌ها سلول رنگی، می‌تواند به راحتی رنگ پوستش را در تطابق با محیط تغییر دهد؛ بنابراین، سرپاورها قادرند در کف دریا کاملاً محو شوند.
هر ساله صدها تن از این ماهی ارزشمند توسط صیادان صید و بعد از عمل آوری در شرکت‌های فرآوری به‌صورت کامل یا فیله شده به کشورهای دور یا نزدیک صادر می‌شود. در استان بوشهر فصل صید این ماهی از بهمن ماه هر سال شروع و تا اردیبهشت ماه سال بعد ادامه دارد و به عنوان یکی از محصولات غیرنفتی علاوه بر اشتغال زایی، فرآوری و صادرات آن باعث ارز آوری می‌شود.

کالاماری منبع بسیار خوبی از مواد مغذی است و به ویژه در غذاهای ژاپنی از این ارزش برخوردار است. در ژاپن، رستوران‌ها کالاماری را به انواع مختلفی سرو می‌کنند. این سبک‌های سرو شامل ساشیمی‌،  سوشی، تمپورا (سرخ شده)، کالاماری کبابی و … است. کالاماری خشک در کره نیز بسیار محبوب می‌باشد. در آمریکای شمالی و اروپای غربی، حلقه های سرخ شده کالاماری محبوب‌ترین راه برای سرو این غذاهای دریایی مقوی است. کالاماری طعم و مزه قوی ندارد. معمولا طعم های مختلفی را که در کنار آن طبخ می‌شود جذب می‌نماید. به عنوان مثال، کالاماری به سرعت طعم دهنده های قوی را از موادی مانند سیر، زنجبیل، گوجه فرنگی و … جذب می‌کند. کالاماری دارای بافتی سفت و منسجم ‌است، اما زمان زیادی برای پختن نیاز ندارد. دقت کنید بعد از پختن خیلی طولانی، کالاماری ممکن است بافتی سخت و لاستیکی به خود بگیرد.

## برخی سرپاوران
- سرپاور آتشین
- سرپاور جواهر
- سرپاور درازباله
- سرپاور شانه‌بال
- سرپاور شیشه‌ای
- سرپاور علفی
- سرپاور غول
- سرپاور قلاب‌دار
- سرپاور قلاب‌دست
- سرپاور لوزی
- سرپاور پرنده